# Кучино (микрорайон)
Ку́чино — микрорайон городского округа Балашихи (в составе города Железнодорожного) Московской области. Географически микрорайон состоит из трёх исторических зон — Южного Кучино (выход с платформы в сторону Носовихинского шоссе), Северного Кучино и Гидрогородка (Рябушинки, ЖК «Леоновский парк»).

## История
Впервые деревни Кучино и Саввино упоминаются в документах московского князя Ивана Калиты, составленных в 1327 году.
В XVI веке местностью владел Василий Старой, дядя Ивана Грозного. Упоминалось Кучино и в переписных книгах 1623—1624 годов. В конце XVIII века деревней владел граф Пётр Румянцев-Задунайский, а затем его сын. В 1814 году Кучино с приписанными деревнями было продано тогдашнему министру полиции, генерал-лейтенанту Александру Балашову. Следующим владельцем деревни стал Николай Рюмин, президент Российского общества садоводов, пригласивший для обустройства усадьбы французского архитектора Жюльена Тибо. В числе крепостных Рюмина был Савва Морозов. Предприниматель Николай Алексеев купил имение после Рюмина, а ещё позднее им владели Рябушинские.
В 1904 году в посёлке Кучино на средства 22-летнего миллионера Дмитрия Рябушинского был создан первый в Европе Аэродинамический институт. Институт располагался на правом берегу реки Пехорки, между плотиной и полотном железной дороги. Научную работу возглавлял профессор Московского университета Николай Жуковский — основоположник современной аэродинамики. Аэродинамический институт положил начало развитию посёлка Кучино как центра геофизической науки и сделал его известным в научном мире не только в России, но и за рубежом.
В 1911—1912 годах по заказу Степана Рябушинского архитекторами Владимиром Адамовичем и Владимиром Маятом была построена усадьба «Стёпино». Ныне из строений сохранилось только здание электрической станции.
Во время Первой мировой войны в Кучино строились и испытывались новые виды вооружения: миномёты, безоткатные орудия и ракетное оружие.
Революция 1917 года ознаменовалась поджогами соседних имений. Рябушинский пытался сберечь Аэродинамический институт. Осенью 1918 года Рябушинского арестовали. Чудом оставшись в живых, он уехал за границу. Вскоре после эмиграции своего создателя кучинский институт прекратил существование.
В 1925 году в Кучино (в Гидрогородке) была создана Кучинская астрофизическая обсерватория.
В 1934 году на базе гидродинамической лаборатории Рябушинского был образован филиал «ВодГео» — Всесоюзного института водоснабжения, канализации, гидротехнических сооружений и инженерной гидрологии. В основное здание усадьбы переехал Московский гидрометеорологический техникум.
Издавна славилось Кучино и своими кирпичными заводами, крупнейшим из которых был завод московского купца первой гильдии Милованова. Из кучинского кирпича строились многие здания в Москве, в том числе «сталинские высотки», включая здание министерства иностранных дел СССР.
В 1935 году посёлок кирпичного завода и деревня Кучино объединились в единый посёлок городского типа.
В годы Великой Отечественной войны в Кучино жило много беженцев, а также военных. Много лесов было вырублено под землянки. В Кучинском лесопарке в условиях глубокой секретности формировался ударный отряд «Катюш», которые производились на предприятии в Балашихе, перед отправкой на фронт.
В Кучино (на улице Рюмина, сейчас — Гидрогородок) в 1940-е годы размещалась Центральная радиолаборатория МГБ СССР, которая занималась разработкой технических средств подслушивания. В ней, в том числе, работали заключённые специалисты, работал Лев Термен. Также в Кучино в 1946 году были переведены токсикологическая и фармакологическая лаборатории МГБ.
В 1963 году Кучино вошло в состав соседнего города Железнодорожного.
Начиная с 1970-х годов в микрорайоне велось активное жилищное строительство высотных многоквартирных домов. В числе известных строителей, строивших Кучино, были замдиректор «ВодГЕО» Соловьев, Валерий Лебедев, потом Евгений Жирков.
В 1990-х — начале 2000-х годов произошло закрытие предприятий, в том числе кирпичного завода и керамкомбината. Были приватизированы здания НИИ «ВодГЕО», научный коллектив был распущен. Погибла уникальная селекционная станция «Магарач» (в Северном Кучино на реке Пехорке), где велись работы по адаптации винограда к северным условиям.
В 2012 году в Кучино возникло стихийное экологическое движение в защиту Кучинской берёзовой рощи, расположенной в соседней Балашихе (микрорайон Салтыковка). Роща была высажена кучинскими школьниками в 1946—1948 годах в память о лётчиках-героях, погибших в Великую Отечественную войну. На месте рощи до войны располагался полигон связи. Противостояние жителей и застройщика привело к возникновению лагеря защитников рощи, в круглосуточном стоянии принимали участие сотни жителей. Благодаря личному вмешательству губернатора Московской области Сергея Шойгу рощу удалось отстоять.
С 2012 года ведутся работы по благоустройству лесопарка в Северном Кучино на базе земель федерального лесного фонда. В 2012—2014 годах трудом жителей большая часть территории лесопарка была очищена от бурелома.
В конце 2013 года была построена станция обезжелезивания, которая позволила решить проблемы с качеством воды в микрорайоне. Также было завершено строительство ЖК «Северное Кучино» компании «Мортон».
В 2014 году было построено новое здание школы № 8 на ул. Смельчак на 300 детей (младшие классы).
В 2015 после объединения Балашихи и Железнодорожного в уставе городского округа Балашиха зафиксировано разделение Кучина на два микрорайона — мкр. Южное Кучино (к югу от железной дороги за Носовихинским шоссе) и мкр. Кучино. В октябре того же года в Кучине открыт памятник Андрею Белому.
В 2016 году был введен в строй ЖК «Леоновский парк», включая новую школу.
В июне 2017 в ходе «прямой линии» президент России Владимир Путин распорядился закрыть полигон «Кучино» («Фенинская свалка»).
В 2019 году в Северном Кучино на пр. Жуковского возведён храм св. прп. Сергия Радонежского всея Руси Чудотворца.
В 2020 году создана большая пристройка к основному зданию школы № 8 в Южном Кучино.
В 2020—2021 годах произведён капитальный ремонт ДК «Кучино».

## Транспортное сообщение
Сообщение между районами и микрорайонами осуществляется при помощи городского общественного транспорта (автобусов) и маршрутных такси в пределах всей части Кучина и соседних территорий к югу от полотна Горьковской железной дороги. Транспортное сообщение с центральной частью Балашихи осуществляется также при помощи автобусов и маршрутных такси (№ 51, № 338, № 29)
На территории микрорайона находится железнодорожная платформа «Кучино» Горьковского направления МЖД. В 2010 году проведены работы по расширению платформы, что позволило принимать больше электропоездов. Электропоезда идут в сторону Курского вокзала г. Москвы и в сторону Орехово-Зуева, Владимира.
В 2024 году состоялся запуск линии МЦД-4 «Калужско-Нижегородский диаметр» между Наро-Фоминским округом (ст. Апрелевка) и г.о. Балашиха (ст. «Железнодорожная»). Станция «Кучино» является предпоследней остановкой маршрута в черте Балашихи — третьей от о.п. Железнодорожная.
Через Кучино проходят два шоссе: главная артерия — Носовихинское (начало берёт от пересечения МКАДа и ул. Кетчерской в Москве, а заканчивается пересечением с Московским Большим Кольцом (А-108) в Ликине-Дулёве) и Леоновское (связывает микрорайон Кучино с остальной частью Балашихи к северу от Горьковской железной дороги в сторону Горьковского шоссе).
Носовихинское шоссе между Кучино и до границы с Москвой (в районе Николо-Архангельского кладбища) имеет по одной полосе в каждую сторону, в результате образуется многокилометровая пробка. Программы правительства Подмосковья по развитию дорожной сети предусматривают расширение и комплексную реконструкцию Носовихинского шоссе,

## Экономика
Значительное количество малых предприятий сосредоточено в торговле, строительстве, обрабатывающих производствах Балашихи и операциях с недвижимым имуществом.
Действуют несколько торговых центров, вкл. «Эдельвейс», «Первый мебельный», «Лотос», «Народный» (открылся 26 сентября 2020 года).
Недалеко от платформы расположен Кучинский строительный рынок.
В Кучино работают несколько управляющих компаний — «Скопа», «ЖилКомАльтернатива», «Мортон».
Торговые сети представлены магазинами «Пятёрочка» (4 магазина), «Дикси» (2 магазина), «Перекрёсток», «Ярче».
Действуют ресторан «Этажерка», сети быстрого питания Burger King и KFC.

## Экология (закрытая свалка в Кучино)
Одной из главных проблем Балашихи является Кучинский полигон, закрытый 23 июня 2017 года после прямого вмешательства в ситуацию со свалкой президента России Владимира Путина.
Кучинский полигон был образован в 1964 году на месте отработанного глиняного карьера. В год свалке разрешено было принимать порядка 600 тысяч тонн отходов, свозимых сюда из различных районов Подмосковья и из Москвы. В последние годы лимит повысили до 900 тысяч тонн твёрдых коммунальных отходов, на деле везли много больше. К моменту закрытия в 2017 году высота полигона достигала местами 80 м. Общий объём завезённого мусора составил 24 млн тонн.
Кучинский полигон пытались закрыть неоднократно. В качестве основных причин, по которым это сделать раньше было нельзя, называлась борьба политических кланов за сферы влияния (в том числе и лоббирование интересов коммерческих структур) и влияние Балашихинской ОПГ, в настоящее время управляемой криминальным авторитетом Валерием Смирновым (кличка Ясный) (в СМИ Кучинский полигон часто называли «общаком» ОПГ), который управлял свалкой через подконтрольные коммерческие структуры, совместно с Александром Соломатиным.
Полигон всегда доставлял неудобства жителям, несколько раз горел. С 2014 года запах вони стал резко усиливаться. С начала 2010-х серьёзно выросли потоки завозимых отходов. Губернатор Московской области Андрей Воробьёв закрыл в течение 2013—2017 годов 24 свалки, что привело к резкому росту завоза мусора на «Кучино». К 2017 году Кучинская свалка, ближайшая к МКАДУ, превратилась в крупнейший полигон Российской Федерации по текущему объёму завозимых отходов. Тяжелый запах отходов чувствовался по всему городу, включая такие отдалённые районы как Балашиха-2. В зоне прямого поражения были мкр Южное Кучино, Павлино, Кучино, Салтыковка, Керамик, Ольгино, Железнодорожный, Саввино.
В 2015—2017 годах под эгидой Общественной палаты Балашихи была организована рабочая группа по мониторингу ситуации вокруг полигона Кучино. В апреле 2017 года компания «Заготовитель», эксплуатировавшая полигон, заявила о необходимости перевода вида разрешенного использования земельного участка с «рекультивация» на «спецдеятельность», что вызвало волну общественного возмущения в Кучино и Балашихе. На публичных слушаниях жители высказались за скорейшее закрытие свалки. На прямую линию с президентом России поступило свыше 40 тысяч обращений, и журналисты телеканала «Россия 1» приняли решение об организации включения из Кучино. 22 июня 2017 года президент потребовал от министра экологии России Донского и губернатора Московской области Андрея Воробьёва закрыть полигон в течение месяца. В тот же день комиссией по чрезвычайным ситуациям городского округа Балашиха было принято решение о введении режима ЧС на территории полигона «Кучино», и его закрытии.
Проект рекультивации полигона «Кучино» подготовила проектная организация ЗАО «Спецгеоэкология». Рекультивацию осуществляла австрийская инженерная компания «Экоком».

## Достопримечательности
рядом с платформой Кучино сохранился деревянный дом с мезонином, в котором с марта 1925 по апрель 1931 года жил писатель Андрей Белый (Б. Н. Бугаев). Сейчас в этом доме располагается филиал краеведческого музея г. Железнодорожного «Дом Андрея Белого». В 2016 году напротив музея был открыт памятник Андрею Белому.
К югу от платформы, в излучине поймы р. Пехорка, развалины (фрагмент стены) Турецкого павильона усадьбы Троицкое-Кайнарджи, ещё недавно представлявшего целостное сооружение (в настоящее время утрачен полностью, а прилегающая территория заасфальтирована и там организована автостоянка предприятия «Палитра»). Павильон в форме стилизованной турецкой крепости был построен к приезду в усадьбу графа Румянцева-Задунайского в 1775 году императрицы Екатерины Второй.
На улице Почтовая находится дореволюционный купеческий кирпичный особняк, в котором действует бывшее общежитие Керамического завода. Вероятными владельцами дома были купцы Миловановы, которые производили лучший в Москве кирпич.
На территории Гидрогородка сохранились здания бывших конюшен Рябушинских, которые объявлены памятником истории и культуры Московской области.
В Кучино на пересечении Леоновского шоссе и р. Пехорки расположен пруд — бывшее водохранилище НИИ «ВодГЕО», вода из которого использовалась для моделирования сотрудниками поведения различных рек при строительстве плотин, в частности Асуанской плотины на р. Нил. Также в районе моста со стороны Гидрогородка в лесу находится «святой источник», а на холме на территории техникума — историческое здание водокачки.
Напротив бывшего НИИ «ВодГео» установлен бюст в честь основоположника гидро- и аэродинамики Н. Е. Жуковского. НИИ «ВодГео» после приватизации перепрофилирован под бизнес-центр.
Действует Дворец Культуры «Кучино», а также детская школа хорового пения «Пионерия», организованная педагогом Г. А. Струве.
В Кучино на берегу Пехорки расположен санаторий и оздоровительный комплекс «Ревиталь-парк».
В Кучине жил и работал инженером в НИИ «ВодГео» Герой Российской Федерации Дорофеев, Анатолий Васильевич.

### Храм новомучеников и исповедников Российских и Сергиевский храм в Кучино

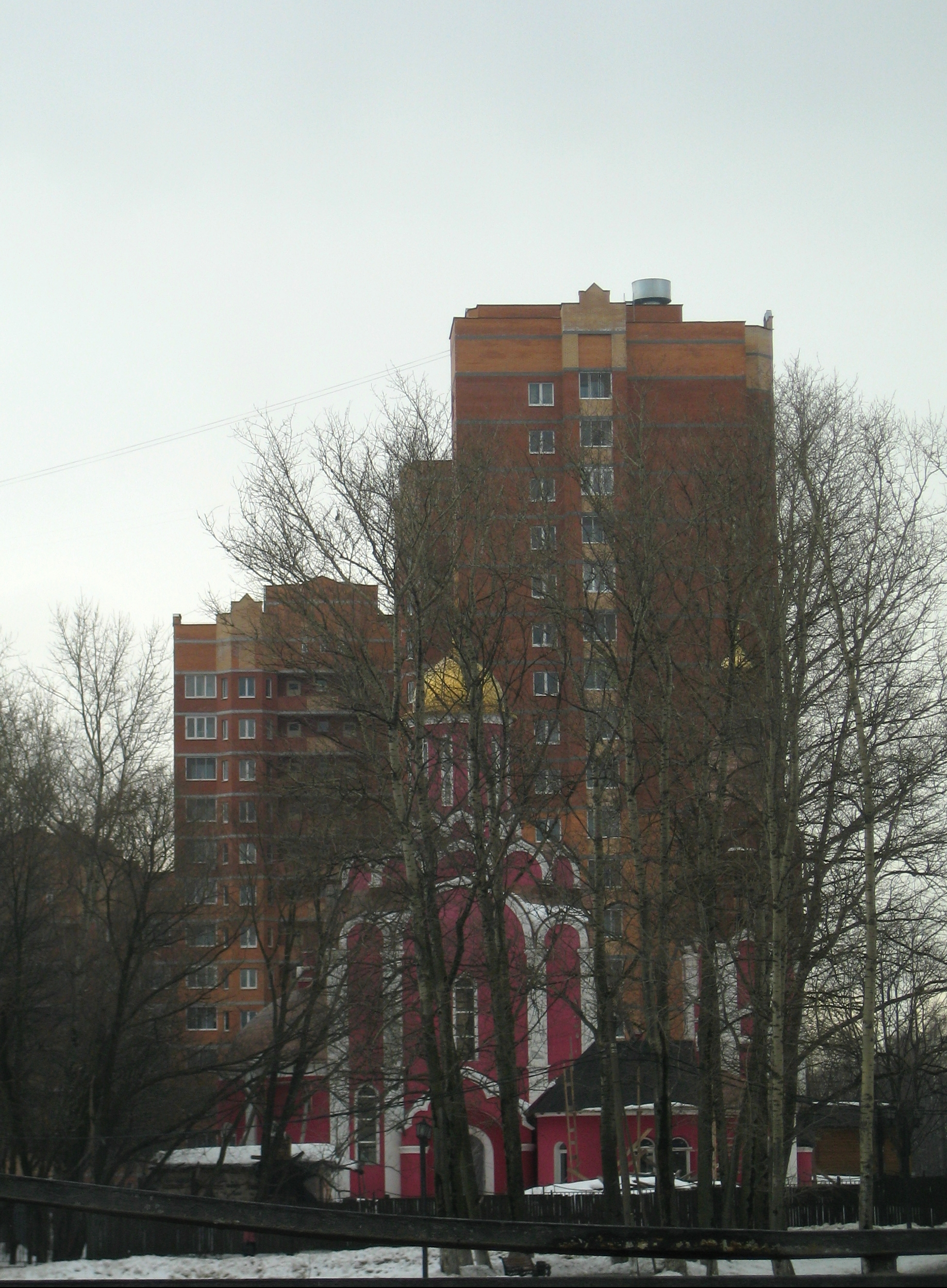
Храм новомучеников и исповедников Российских (Железнодорожный)

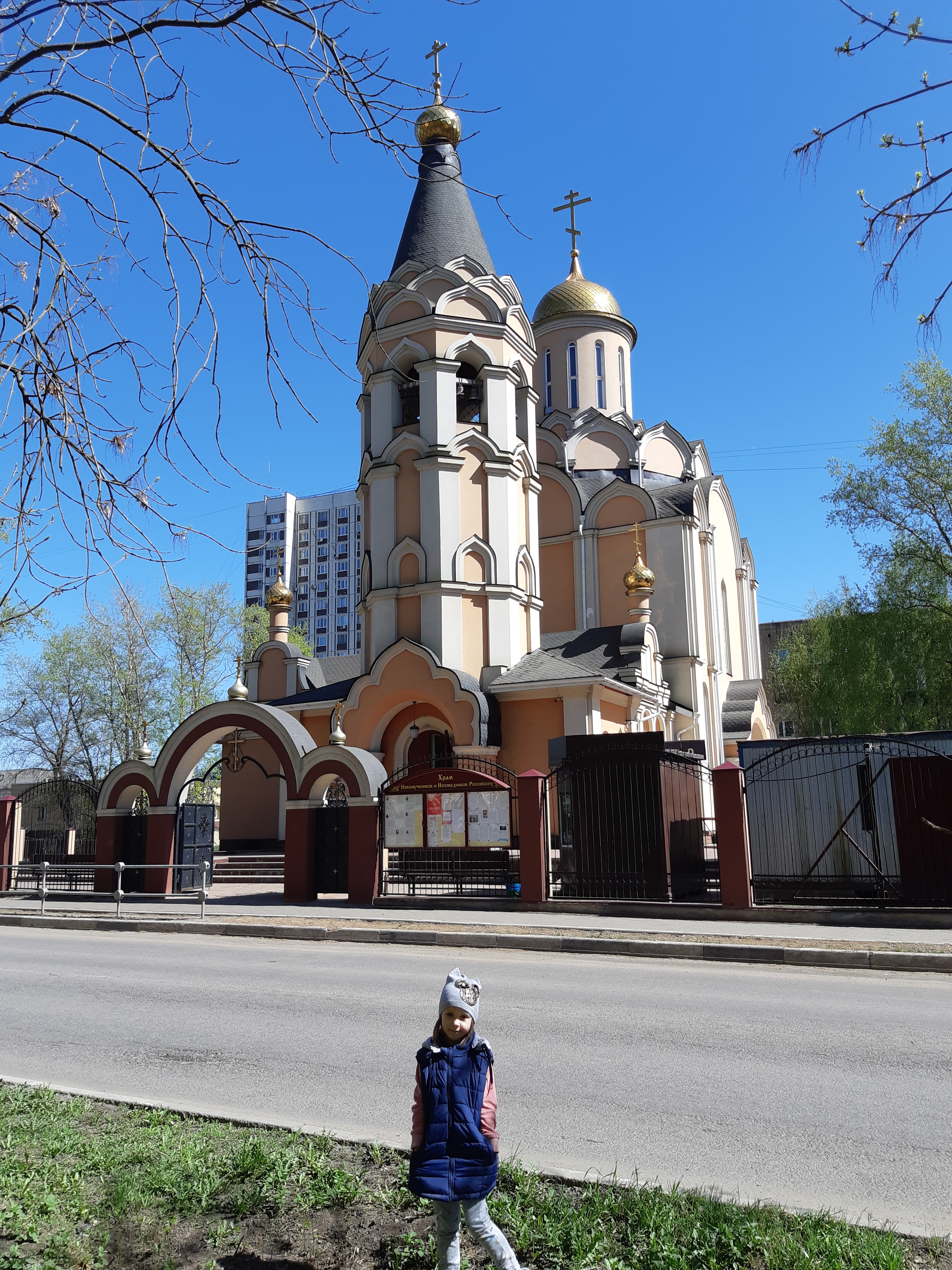
Храм новомучеников и исповедников Российских (Железнодорожный)

- Храм новомучеников и исповедников Российских (Железнодорожный). Храм в русско-византийском стиле. Высота до верха центральной главы — 24 метра, высота до верха шатра колокольни — 21 метр. Расположен в Южном Кучино.
- Храм св. прп. Сергия Радонежского всея Руси Чудотворца (Кучино). Расположен в Северном Кучино возле р. Пехорка на пересечении с Леоновским шоссе. Храм деревянный, выполнен в старорусском стиле. Настоятель — священник Антоний Овчинников.

В Кучино в 1930-е жил и работал причисленный к сонму новомученников Владимир Амбарцумов (входит в сонм Балашихинских святых и святых Московского государственного университета имени Ломоносова). Вопрос о создании храма в его честь поднимался жителями Кучино.